# غار آهو چر
غار آهو چر مربوط به میان سنگی است و در ۳ کیلومتری جنوب شرقی مرودشت واقع شده و این اثر در تاریخ ۲ آبان ۱۳۸۲ با شمارهٔ ثبت ۱۰۵۲۶ به‌عنوان یکی از آثار ملی ایران به ثبت رسیده است.